# Астанин, Максим Валерьевич
Макси́м Вале́рьевич Аста́нин (род. 18 июня 1969, Москва, СССР) — советский и российский баскетболист, игравший на позиции тяжёлого форварда. Мастер спорта России международного класса.
Сын волейболиста Валерия Астанина.

## Скандал с аудиозаписью
20 мая 2010 года, на общедоступных серверах обмена появилась аудиозапись, на которой судьи, обслуживающие баскетбольный матч «Динамо» (Москва) — «Локомотив-Кубань», обсуждают невыполнение задания обеспечить победу краснодарского клуба с Максимом Астаниным, руководителем департамента мужской баскетбольной Суперлиги «А» РФБ. Запись изобилует ненормативной лексикой.

Комментарий к записи на сервере «Яндекса» гласит:
«Разговор судей, не обеспечивших победу «Локомотива». 13 и 14 мая стартовал плей-офф баскетбольной Суперлиги. В обеих встречах победу одержало московское «Динамо» Действующие лица: Астанин Максим Валерьевич — главный специалист мужской баскетбольной Суперлиги. Инспектор первых двух четвертьфинальных матчей между «Динамо» и «Локомотивом-Кубанью». Рессер Ефим — комиссар первых двух четвертьфинальных матчей между «Динамо» и «Локомотивом-Кубанью». Сергей Буланов, Сергей Круг, Владимир Разбежкин — судьи первых двух четвертьфинальных матчей между «Динамо» и «Локомотивом-Кубанью».
В результате, Астанин был отстранён от роли инспектора пятого, решающего матча четвертьфинала плей-офф суперлиги «Динамо» — «Локомотив-Кубань». По итогам внеочередного заседания исполкома РФБ, на котором была изучена появившаяся в Интернете скандальная аудиозапись, Астанин был отправлен в отставку.
24 мая 2010 года российские баскетбольные арбитры написали коллективное открытое письмо, с которым обратились к председателю попечительского совета РФБ Андрею Бельянинову, исполнительному директору этого совета Леониду Европейцеву и президенту РФБ Сергею Чернову. В письме говорится, что все трое судей, обслуживавших первый и второй матчи четвертьфинальной серии плей-офф баскетбольного чемпионата России «Динамо» - «Локомотив», Буланов, Круг и Разбежкин, а также резервный арбитр Беляков подтвердили факт разговора.
В письме судьи констатируют, что на месте Круга и Буланова мог оказаться любой другой арбитр, поскольку дело не в них, а в существующей «Системе» (именно так - в кавычках и с большой буквы). Далее предлагается создать независимую ассоциацию баскетбольных арбитров, вернуть в штат РФБ ныне отсутствующего там «кадрового работника судейского аппарата», перейти на систему контрактов, заключаемых арбитрами с РФБ или Суперлигой.
Адвокат Михаил Степанов обратился к Комиссии Исполкома РФБ с просьбой перенести опрос Максима Астанина по поводу его разговора с другими представителями судейского корпуса, так как Астанин был госпитализирован из-за проблем с сердцем и находился в больнице.

2 июля 2010 года, на заседании Исполкома РФБ, был поставлен вопрос «О работе Комиссии Исполкома РФБ по разбору ситуации, связанной с аудиозаписью, обнародованной в сети интернет 20 мая 2010 года». Специально для обсуждения вопроса были приглашены представители судейского корпуса, работавшие на московских матчах 1/4 финала плей-офф чемпионата России «Динамо» — «Локомотив-Кубань» (инспектор Астанин М.В., комиссар Рессер Е.П., арбитры Буланов С.А., Круг С.К. и Беляков С.Н.). Членам Исполкома были оглашены результаты работы Комиссии и предоставлены собранные материалы, на основании которых можно сделать следующие выводы:
— Сам разговор о спортивных соревнованиях между арбитрами происходил. Однако, нет единого мнения участников о его целях и конкретных обсуждаемых персонах, иносказательные высказывания порождают неоднозначные представления;
— Аудиозапись разговора, в нарушение установленного пунктом 40.6 регламента чемпионата России и баскетбольной Суперлиги правила о запрете допуска в раздевалку посторонних лиц, была сделана неустановленным лицом (лицами) незаконным путем;
— Аудиозапись разговора арбитров в сети интернет обнародована с заведомыми искажениями, отдельные фразы вырваны из контекста беседы, что не соответствует реально происходившему событию  разговору и меняет его смысл в части предположения о склонении судей к предвзятости;
— Средства массовой информации, воспользовавшись непроверенными данными, без мнения специалистов и экспертов своими публикациями создали нездоровый ажиотаж вокруг баскетбольного сообщества, что, несомненно, отрицательно влияет на спортивную общественность, баскетбольных специалистов и болельщиков;

— Материалы опроса участников разговора не подтверждают оказание на них давления с целью искажения результатов спортивных соревнований. Факты попыток подкупа участников и организаторов соревнований не выявлены.
По мнению председателя методической комиссии Судейского комитета РФБ Григорьева М.П., в обсуждаемых матчах между «Динамо» (Москва) и «Локомотивом-Кубань» (Краснодар) судьи не были предвзяты ни к одной из команд. А по результатам просмотра видеозаписи игр председатель Апелляционного жюри Погорелкин Ю.Е. сообщил, что ни о какой предвзятости судей здесь говорить нельзя. Также следует иметь в виду, что в московских матчах серии 1/4 финала плей-офф между «Динамо» и «Локомотивом-Кубань» протестов и апелляций на судейство этих игр от команд не поступало.

## Достижения

### Клубные
- Чемпион России (2): 1992/1993, 1993/1994
- Серебряный призёр чемпионата России (2): 1994/1995, 1995/1996

### Сборная России
- Серебряный призёр чемпионата Европы: 1993